# Жизнь и судьба (спектакль МДТ)
«Жизнь и судьба» — спектакль Академического Малого Драматического театра — Театра Европы, поставленный режиссёром Львом Додиным в 2007 году по одноимённому роману В. С. Гроссмана

## История спектакля
Спектакль «Жизнь и судьба» начинался как студенческий спектакль курса Л. А. Додина в Санкт-Петербургской государственной академии театрального искусства (ныне — РГИСИ), выпуск 2007 года. Работу над романом студенты начали с первых месяцев учёбы. Во время подготовки спектакля студенты ездили Норильлаг и Освенцим.
Постепенно в студенческий спектакль вливались взрослые артисты Театра. Первая открытая генеральная репетиция состоялась в Санкт-Петербурге 12 января 2007 года. Премьера спектакля состоялась в Париже 4 февраля 2007 года, в Норильске 3 марта 2007 года, в Санкт-Петербурге 24 марта 2007 года.

## Создатели спектакля
Пьеса и постановка Льва Додина
Художник Алексей Порай-Кошиц
Художник по костюмам Ирина Цветкова
Художник по свету Глеб Фильштинский
Режиссёр Валерий Галендеев
Музыкальное руководство Михаил Александров, Евгений Давыдов
Педагоги-репетиторы Юрий Васильков, Юрий Хaмутянский, Наталья Колотова, Олег Дмитриев, Владимир Селезнев

## Награды спектакля
- «Золотой софит» (2007) в номинациях «Лучший спектакль на большой сцене», «Лучшая работа режиссёра», «Лучшая сценография», «Лучшая женская роль» (Татьяна Шестакова за роль Анны Семёновны Штрум)
- «Золотая маска» (2008) в номинации «Лучший спектакль большой формы»

## Гастроли
- 2007 — Москва, Норильск, Париж (Франция)
- 2008 — Москва, Бухарест (Румыния), Лион (Франция), Париж (Франция), Милан (Италия)
- 2009 — Париж (Франция), Нью-Йорк (США), Загреб (Хорватия), Страсбург «Франция)
- 2010 — Хайфа (Израиль), Тель-Авив (Израиль), Перт (Австралия)
- 2011 — Милан (Италия), Гамбург (Германия), Реджио Эмилия (Италия)
- 2012 — Воронеж
- 2013 — Москва, Варшава (Польша)
- 2015 — Минск (Белоруссия)
- 2017 — Губкин, Железногорск, Старый Оскол
- 2018 — Лондон (Великобритания)

## Действующие лица и исполнители
- Анна Семеновна Штрум — Татьяна Шестакова
- Виктор Павлович Штрум, ее сын — Сергей Курышев
- Людмила, его жена — Екатерина Клеопина, Елена Соломонова
- Надя, их дочь — Екатерина Клеопина, Дарья Румянцева, Дарья Ленда
- Женя, сестра Людмилы — Алёна Старостина, Екатерина Клеопина, Елизавета Боярская
- Абарчук, первый муж Людмилы — Владимир Селезнев, Артур Козин
- Крымов — Алексей Зубарев, Михаил Самочко
- Бархатов, Ковченко — Игорь Черневич
- Угаров — Павел Грязнов
- Шишаков; Гетманов — Александр Кошкарев
- Севастьянов; Иконников — Олег Рязанцев
- Соколов — Сергей Щипицын, Алексей Морозов, Станислав Никольский
- Мостовской — Игорь Иванов, Сергей Козырев
- Лисс — Олег Дмитриев, Евгений Санников
- Ершов — Дмитрий Луговкин, Степан Пивкин, Алексей Морозов, Андрей Кондратьев, Станислав Никольский
- Осипов — Иван Николаев, Владимир Захарьев
- Новиков — Данила Козловский, Сергей Власов, Артур Козин
- Ординарец — Дмитрий Волкострелов, Станислав Ткаченко, Никита Васильев, Леонид Луценко
- Вершков — Семён Александровский, Дмитрий Луговкин, Станислав Никольский, Никита Сидоров
- Монидзе — Георгий Цнобиладзе, Сергей Серёгин, Ярослав Дяченко
- Особист — Денис Уткин, Максим Павленко, Артур Козин, Станислав Ткаченко
- Павлюков — Анатолий Колибянов, Иван Чепура
- Охранник и Шофер — Иван Николаев, Адриан Ростовский, Олег Гаянов

## Отзывы о спектакле
- Спектакль «Жизнь и судьба» — художественное событие в жизни общества, не только внутри театрального процесса. Додин вместе с Гроссманом напоминает нам сегодня, что без прожиточного воздуха гибнет нация, задыхаются поколения. Без прожиточного воздуха гибнут умы и таланты, гибнут слабые натуры и сильные, теряют ориентиры, сходят с колеи честные, совершают жестокости добрые, умирают науки и добродетели. (Нинель Исмаилова)
- Разделяющая пустую сцену по диагонали сетка для игры в волейбол сделана из металла, она на всех одна и каждому напоминает границу свободы. За этой сеткой зеркально похоже построение заключенных двух концлагерей, немецкого и советского, их играют узнаваемо одни и те же актеры.  (Николай Песочинский)
- Для Льва Додина главная тема романа — тема сходства тоталитарной советской и фашистской системы — связывалась с постоянным интересом режиссёра к проблеме неизбежной мутации, происходящей с идеей в тот момент, когда она становится идеологией. (Ольга Егошина)

- Этот спектакль — не о сталинизме, не о Сталинграде, не о Холокосте. Не об НСДАП и НКВД. Не о Коминтерне и коллективизации. Не о жизни вшестером на 8 кв. м. А о том, как жестоко это деформировало человека. Соответственно — семьи, народ, страну. И гены тоже.  (Елена Дьякова)
- Гастрольный спектакль многочисленной труппы под руководством режиссёра Льва Додина в рамках театрального фестиваля «Дни Лессинга: обо всём на свете» стал своего рода эпическим посланием — это невероятно яркая и мощная историческая реконструкция, спектакль на высочайшем уровне русского театра. Да, стоит подчеркнуть — «русского» — нам даётся возможность почувствовать кожей то, что называют «игра на пределе».  (Даниела Барт)
- Иногда может показаться, что Додин-гражданин победил в этом спектакле Додина-поэта. Он не хочет заставлять нас ни смеяться, ни плакать. Порой в ущерб художественности он стремится заставить нас думать и понимать. И только в отдельные моменты музыка Шуберта, поднимаясь над всеми идеологиями, хватает тебя за горло.  (Глеб Ситковский)
- Режиссура Додина, как всегда, несущая в себе моральное послание, движет действие сразу по множеству временных векторов, делая их соприсутствующими, и внешний беспорядок на сцене отражает смятение в умах, которые в прошлом веке могли быть «монополизированы идеологией Добра и Справедливости религии-Государства», в то время как все это, подсказывает автор устами одного заключенного, ничуть не важнее «повседневной человеческой доброты» (Провведини Клаудия)